# 鹿児島国際大学
鹿児島国際大学（かごしまこくさいだいがく、英語: The International University of Kagoshima）は、鹿児島県鹿児島市坂之上8-34-1に本部を置く日本の私立大学。1932年創立、1960年大学設置。大学の略称はIUK、鹿国大、国際大。
1932年に設置された鹿児島高等商業学校（1950年より鹿児島商科短期大学）を母体とし、1960年に鹿児島経済大学として設置された。

## 沿革
- 1932年 鹿児島高等商業学校創立（現在の鹿児島市立長田中学校の敷地）
- 1944年 鹿児島経済専門学校と改称
- 1950年 鹿児島商科短期大学に昇格
- 1960年 鹿児島商科短期大学を改組し、鹿児島経済大学（経済学部経済学科）として開学
- 1965年 経済学部に経営学科を増設
- 1966年 谷山市下福元町（現在地）に移転
- 1967年 短期大学部の前身となる鹿児島短期大学（教養科・音楽科（ピアノコース・声楽コース））開学
- 1969年 鹿児島短期大学の音楽科に理論コースを増設するとともに、専攻科（教養専攻・音楽専攻）を設置
- 1970年 鹿児島短期大学に児童教育学科を増設。また、鹿児島短期大学教養科を教養学科と改称
- 1982年 社会学部（産業社会学科・社会福祉学科）開設
- 1989年 鹿児島短期大学教養学科に情報秘書コースを設置するとともに、鹿児島短期大学専攻科に児童教育専攻を設置
- 1999年 大学院経済学研究科地域経済政策専攻（修士課程）を開設。
- 2000年 大学名を鹿児島国際大学に改称。国際文化学部（言語コミュニケーション学科・人間文化学科）開設。鹿児島短期大学を共学化し、教養学科を情報文化学科に改称。また、鹿児島短期大学専攻科に音楽演奏専攻（学位授与機構認定）を設置
- 2001年 社会学部を福祉社会学部に、産業社会学科を現代社会学科に改称。鹿児島短期大学児童教育学科を改組し、福祉社会学部に児童学科増設。大学院経済学研究科地域経済政策専攻に博士後期課程を増設。大学院福祉社会学研究科社会福祉学専攻（修士課程）開設。鹿児島短期大学を鹿児島国際大学短期大学部（情報文化学科・音楽科・専攻科）に改称
- 2004年 大学院国際文化研究科国際文化専攻（修士課程）開設
- 2006年 経済学部に地域創生学科を増設
- 2007年 大学院福祉社会研究科社会福祉専攻に博士後期課程を、国際文化研究科国際文化専攻に博士後期課程を増設
- 2010年 短期大学部音楽科を改組し、国際文化学部に音楽学科を増設
- 2011年 経済学部経営学科と同学部地域創成学科を経営学科（経営専攻・地域創成専攻）に、国際文化学部言語コミュニケーション学科と人間文化学科を国際文化学科（言語コミュニケーション専攻・人間文化専攻）に改組
- 2012年 短期大学部の4月入学生を最後に募集停止
- 2014年8月 - 短期大学部を廃止認可
- 2023年4月 - 鹿児島看護学校の運営を引き継ぐ形で、看護学部を新設。[1]

## 学部・学科
坂之上キャンパス
- 経済学部
  - 経済学科
  - 経営学科
- 福祉社会学部
  - 社会福祉学科
  - 児童学科
- 国際文化学部
  - 国際文化学科
  - 音楽学科

伊敷キャンパス
- 看護学部 2023年4月新設
  - 看護学科　2023年4月新設

## 大学院
- 経済学研究科
  - 地域経済政策専攻
- 福祉社会学研究科
  - 社会福祉学専攻
- 国際文化研究科
  - 国際文化専攻

## 対外関係
他大学との協定
- アメリカ
  - クラーク大学（アイオワ州）
- カナダ
  - ラバル大学（英語版）(ケベック州・ケベック・シティー)
  - プリンスエドワードアイランド大学
  - ジョージアンカレッジ
- 韓国
  - 慶煕大学校（ソウル市）
- 中国
  - 華東師範大学（上海市）
  - 大連外国語学院（大連市）
- 台湾
  - 国立台湾師範大学（台北市）
  - 国立高雄應用科技大学（高雄市）
- タイ
  - チュラーロンコーン大学・アジア研究所（バンコク）